# Sebastián Pozas
Sebastián Pozas Perea (Zaragoza, 1876 – Ciudad de México, 1946) fue un militar español que luchó en la guerra civil española al servicio de la República. Se le consideraba un oficial africanista y sin pasado político, aunque Pozas creía en la absoluta autoridad del poder civil sobre el militar. Al comienzo de la contienda estaba a cargo de la Guardia Civil, organismo que logró mantener en parte fiel a la República. Fue uno de los participantes de la defensa de Madrid en sus inicios y posteriormente estuvo a cargo del Ejército del Este en Aragón. A pesar de haber logrado la militarización de las milicias que combatían en el Frente de Aragón, las ofensivas que emprendió en este frente resultaron un fracaso y no contribuyeron a ayudar a los republicanos en otros frentes. Al final de la contienda se exilió en México.

## Biografía

### Carrera militar
Nacido en una familia de tradición monárquica y conservadora, a los 16 años ingresó en la Academia Militar de Zaragoza. Perteneciente al arma de caballería, participó en la guerra de Marruecos, en donde tuvo una destacada actuación, consiguiendo varios ascensos por méritos de guerra. Destacó en 1923 durante su participación en la liberación de Tifaruin, acción por la fue condecorado con la Medalla Militar Individual. Ascendió al grado de general en 1926, durante la Dictadura de Primo de Rivera.
En 1934 mandaba una de las brigadas pertenecientes a la IV División Orgánica con sede en Barcelona. Participó en el tribunal militar que juzgó a los militares que habían tomado parte en la proclamación del Estado Catalán en octubre de 1934. Pozas sentenció que aquellos oficiales y militares eran culpables de un delito de rebelión militar.
A comienzos de 1936 el ministro de la Gobernación Portela Valladares le nombró director general de la Guardia Civil, teniendo bajo su mando a más de 35.000 efectivos. En la noche del domingo 16 de febrero de 1936, después de anunciarse la victoria del Frente Popular en las elecciones, el general Francisco Franco, jefe del Estado Mayor del ejército, se comunica telefónicamente con Pozas. Franco advierte al general de los posibles desórdenes que se puedan producir en las calles después de la victoria del Frente Popular. Éste le tranquiliza; el objetivo de Francisco Franco es claro: sondear al general de la benemérita para que, una vez llegado el momento, ésta estuviera al lado del ejército para anular los resultados electorales. Pozas finalmente se negó a secundar la intentona militar, al igual que también hizo el director general de Seguridad, el general Miguel Núñez de Prado. Su fidelidad permitió una transferencia de poder pacífica del gobierno Portela Valladares al Frente Popular.

### Guerra Civil
Con la sublevación del 18 de julio de 1936 que daría lugar a la guerra civil, Pozas se situó en defensa de la legalidad constitucional y consiguió que un gran número de unidades del cuerpo de la Guardia Civil se mantuviesen leales a la República, exhortando a las fuerzas a sus órdenes a que cumpliesen «con absoluta lealtad el precepto reglamentario de permanecer fieles a su deber por el honor de la Institución». El 19 de julio es nombrado Ministro de Gobernación en el gobierno de José Giral, y procede entonces a la distribución de armamento entre los civiles. Durante su mandato, se cambió el nombre de la Guardia Civil, que pasó a llamarse Guardia Nacional Republicana. 
El 6 de septiembre es sustituido en el Ministerio de Gobernación por Ángel Galarza Gago.
El 5 de octubre se hace cargo de la I División Orgánica y es nombrado presidente de la Junta de Defensa de Madrid. El 23 de octubre deja el mando de la I División al general Miaja y toma el mando del Teatro de Operaciones del Centro. A finales de octubre organizó el ataque de Seseña, que no logró detener el avance franquista hacia Madrid. El 6 de noviembre, con la salida del Gobierno de la capital, Pozas entrega el mando de la defensa de la ciudad y de la Junta de Defensa al general Miaja. A partir del 31 de diciembre de 1936 pasa a dirigir el nuevo Ejército del Centro, organizando la defensa alrededor de Madrid. Desde la jefatura del Ejército del Centro tomó parte en la batalla del Jarama, donde él y el general Miaja tuvieron serias diferencias en cuanto a la dirección de las operaciones. El 27 de febrero de 1937 fue sustituido por enfermedad por el general Miaja.
Al producirse los sucesos de Mayo en Barcelona, el 6 de mayo el gobierno republicano le nombró jefe de la IV División Orgánica en sustitución del general José Aranguren Roldán, con la misión de restaurar el orden público en Cataluña y hacerse cargo del Ejército de Cataluña. Una de sus primeras medidas fue reorganizar al Ejército de Cataluña y reorganizarlo como Ejército del Este, con lo que pasaba a depender directamente del Gobierno central y no de la Generalidad de Cataluña. Fue entonces cuando se encargó de la liquidación del sistema anarquista implantado en Aragón desde julio de 1936 y disuelve el Consejo Regional de Defensa de Aragón. Además, reorganizó las antiguas columnas situadas a lo largo del Frente de Aragón, que se militarizaron e integraron en la estructura del Ejército republicano. En junio, Pozas dirigió un ataque sobre Huesca que resultó un fracaso, y más tarde dirigió la Ofensiva de Zaragoza, que acabó siendo otro fracaso excepto por la conquista de Belchite. Las ofensivas buscaban sobre todo aliviar la presión franquista sobre el Frente Norte, objetivo que no lograron. A raíz de este último fracaso, el ministro de Defensa Nacional Indalecio Prieto envió un telegrama al general Pozas en el que le decía:

«Tantas fuerzas para tomar 4 ó 5 pueblos no satisfacen ni al Ministerio de Defensa ni a nadie».

Algunos autores sostienen que para entonces Pozas ya se había afiliado al Partido Comunista, pero otras fuentes niegan este extremo.
Cuando en marzo de 1938 se produce la gran ofensiva franquista en Aragón, su ejército es completamente desbordado y en unas semanas queda prácticamente destruido. Incapaz de hacer frente a la avalancha de las tropas franquistas, el 30 de marzo es destituido y sustituido por el teniente coronel Perea. El tremendo fracaso de Pozas durante la Campaña de Aragón, que mostró la poca preparación del Ejército del Este, hizo que Prieto lo retirase de los mandos militares de primer orden.

### El final de la guerra y el Exilio
Hacia el final de la guerra fue nombrado comandante militar de Gerona, y posteriormente de Figueras —cerca de la Frontera Francesa—, puestos militares totalmente secundarios. Al caer Cataluña se exilió primero en Francia, marchando luego a México. En el exilio mexicano llegó a formar parte de la organización Acción Republicana Española, siendo miembro de su Junta central junto a otros antiguos militares y políticos republicanos. Falleció en 1946.

## Familia
Sebastián Pozas tenía un hermano militar, el teniente coronel Gabriel Pozas Perea, que era ayudante del general Emilio Mola y que se unió a los sublevados tras el estallido de la contienda. Gabriel falleció en el mismo accidente aéreo en que pereció el general Mola, en la población burgalesa de Alcocero, el 3 de junio de 1937.

## Condecoraciones
- Medalla Militar
- Caballero gran cruz de la Orden de San Hermenegildo

### Pie de página
1. 1 2 3  Alpert, 2013, p. 348.
2. ↑  Méndez, 1977, p. 121.
3. ↑  Romero Salvadó, 2013, pp. 262-263.
4. 1 2  Cardona, 1986, p. ii.
5. ↑  Cabanellas, 1977, p. 134.
6. ↑  Alonso Montalbán, 2014, p. xxvi.
7. 1 2  Alonso García, 2014, p. 140n.
8. ↑  Beevor, 2006, p. 38.
9. ↑  Casanova, 2007, p. 156.
10. 1 2  Romero Salvadó, 2013, p. 262.
11. ↑  Thomas, 2001, p. 234.
12. ↑  Thomas, 2001, p. 218.
13. ↑  Beevor, 2006, p. 168.
14. ↑  Thomas, 2001, pp. 571-578.
15. ↑  Thomas, 1976, p. 637.
16. ↑  Martínez Bander, 1973, p. 22.
17. ↑  Thomas, 1976, p. 731.
18. ↑  Thomas, 2001, p. 568.
19. ↑  Beevor, 2006, pp. 297-299.
20. ↑  Thomas, 1976, p. 784.
21. ↑  Salas Larrazábal, 2001, p. 1324.
22. ↑  Thomas, 2001, p. 652.
23. ↑  Landis, 1975, p. 359.
24. ↑  Thomas, 1976, p. 858.
25. ↑  Alpert, 2013, p. 346.
26. ↑  Thomas, 2001, p. 923.
27. ↑  Heine, 1983, pp. 138-139.